# Moon rider
|  | Denne artikel er oprettet af botten PalnaBot ud fra en ekstern database. Den kan derfor have sproglige fejl eller mangler. Denne skabelon kan fjernes efter kontrol af indholdet. |

Moon rider er en dokumentarfilm fra 2012 instrueret af Daniel Dencik efter manuskript af Daniel Dencik.

## Handling
»Moon Rider« er en fortælling om den unge Rasmus Quaade og hans kamp for at blive professionel cykelrytter. Det er en dannelsesrejse, der fører tilskueren med ned i helvede og tilbage. Med personlige Super8-optagelser og rå hjelmkamera-billeder, fortælles historien om et ekstraordinært talent, der befinder sig på et afgørende tidspunkt i sit liv. Det er en historie fortalt fra indersiden af en racerhjelm. Rasmus har en krop skabt til cykling, men et sind, der er skabt til at tænke. Hans fængende overvejelser om liv og død bliver hans største modstander i kampen om at udleve sin drøm: at blive verdensmester i enkeltstart. For at vinde skal han tømme hovedet helt, men hvordan tømmer man hovedet, når alle tanker er et skridt i den forkerte retning? Med hudløs ærlighed lukker Rasmus os ind i sin verden, hvor vi møder både tvivlen, frygten og dødsdriften, men også euforien ved at være blandt de ypperste i verden. Filmen tegner et hjerteskærende billede af et kæmpe sportstalents ekstreme og ensomme liv.